# Apollonio de' Bonfratelli
Apollonio de’ Bonfratelli est un enlumineur actif à Rome, né vers 1500 à Capranica et mort à Rome en 1575.

## Biographie
Il est actif à Rome dès 1523, mais il n'est mentionné comme enlumineur du pape qu'à partir de 1554, en tant que collaborateur du titulaire de la charge de miniaturiste pontifical, Vincent Raymond. Il prend la succession de ce dernier en 1556 et reste en poste jusqu'à sa mort en 1575. Il est mentionné comme membre de la confrérie de saint Luc de Rome entre 1548 et 1574. 

## Style

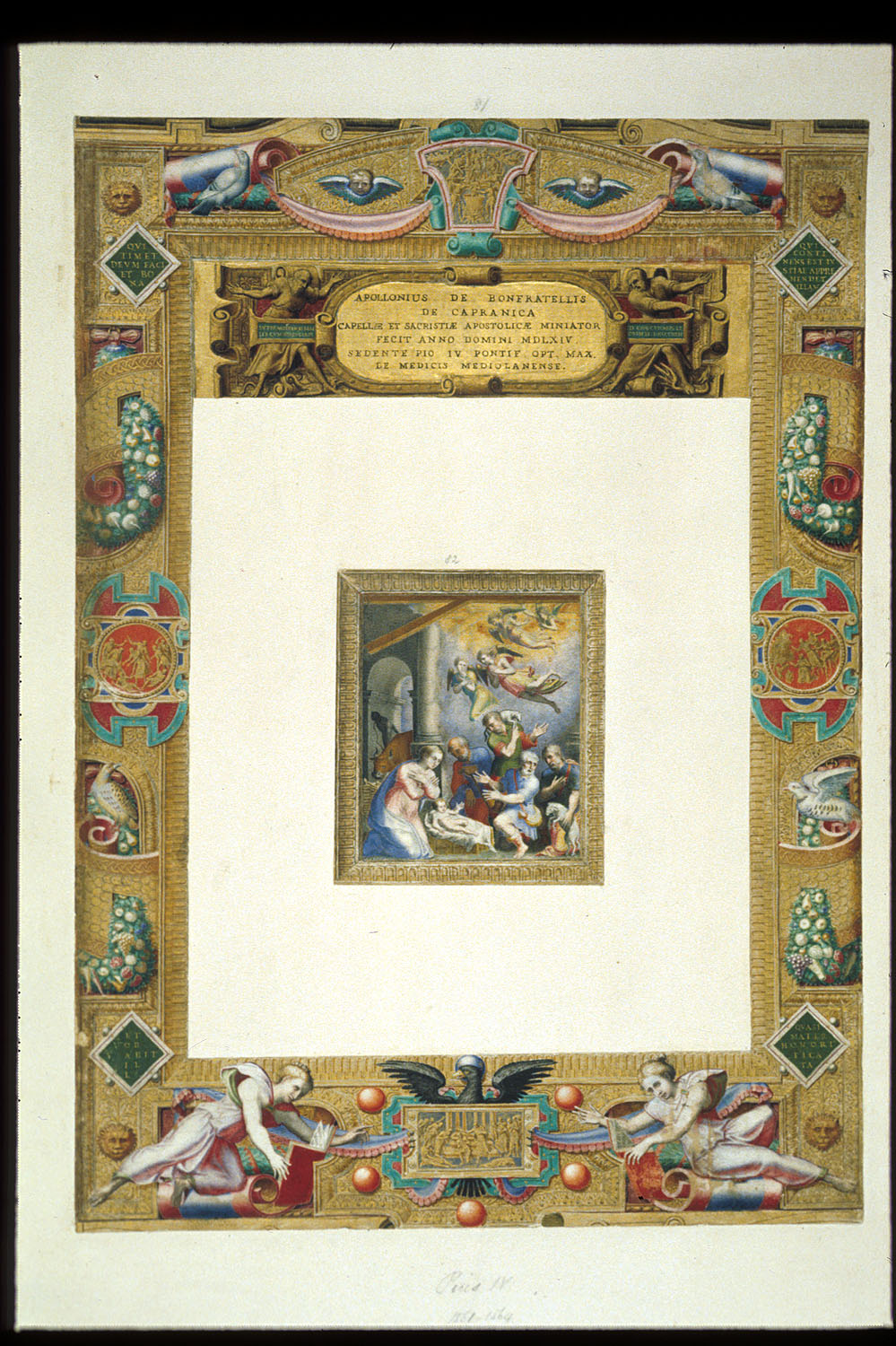
Miniatures et décors découpés dans un missel pour Pie IV, avec la signature de l'artiste dans le cartouche. British Library.

Son style se caractérise par des personnages au visage alongé, avec des yeux aux orbites et pupilles noires contrastant avec un iris blanc. Leurs gestuelles complexes est souvent pleine d'émotions. Il use d'une palette incluant beaucoup de vert clair, ainsi que de mélanges de couleurs sur le mode du Cangiante utilisé par Michel Ange dans la chapelle Sixtine à la même époque. Ses miniatures sont généralement encadrées par des cartouches richement décorés de petites scènes en camaïeu d'or. Il reprend le même principe dans ses lettrines historiées. Son style est marqué par les peintres de grands formats de son époque tels que Giorgio Vasari. Il a signé plusieurs de ses miniatures, soit sous son nom entier, soit par ses initiales, ce qui a permis de reconstituer son catalogue d'œuvres. Il est marqué aussi par l'art de Giulio Clovio, l'un des plus grands enlumineurs de son temps et dont il a peut-être été le collaborateur : il reprend les mêmes petites vignettes de marges sous la forme de camée antique et possède le même goût pour les paysages léger et impressionnistes en arrière-plan de miniature.

## Œuvres

### Manuscrits
- Missels destinés au cardinal Juan Álvarez de Toledo, en collaboration avec Vincent Raymond, vers 1540-1557, Bibliothèque apostolique vaticane, Barb.Lat.609[4], Vat.Lat.3805, 3807 et 5590-91
- Missels du cardinal Pompeo Colonna à l'usage de la chapelle Sixtine en 7 volumes, en collaboration avec deux autres enlumineurs anonymes, 6 à la John Rylands Library, Manchester (Latin 32-7) et un autre, fragmentaire, 97 folios, dans une coll. part., anciennes collections Doheny et Arcana, passé en vente chez Christie's le 6 juillet 2011 (lot 27)[5]. Une lettrine découpée du livre est conservée au Cleveland Museum of Art (1985.140)[6]
- Livre d’heures de Claude d'Urfé, 1549, Huntington Library, San Marino, HM 1102[7]
- Manuscrits liturgiques pour la Chapelle Sixtine, 1563, BAV, Capp. Sist.38 et 39

### Miniatures découpées

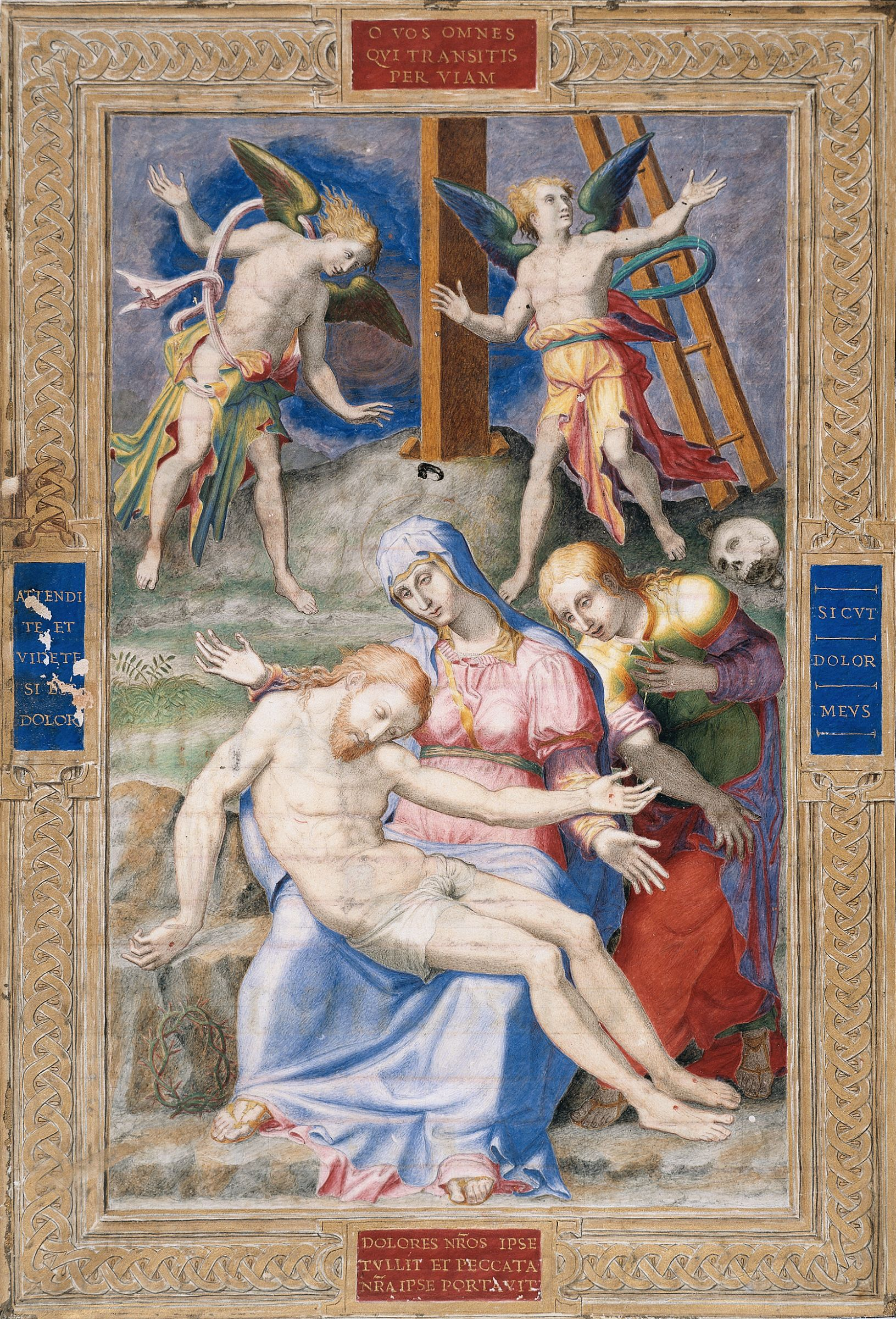
Pietà découpée dans un missel, National Gallery of Australia.

La plupart des miniatures découpées proviennent de livres liturgiques appartenant à la bibliothèque de la chapelle Sixtine pillée en 1798, dont les miniatures ont été découpées et montée puis cédées à l'occasion de ventes aux enchères à Londres par l'abbé Luigi Celotti en 1822-1825.
- Miniature découpée d'un missel pour Paul IV (le pape célébrant une messe), 1555-1559, British Library, Add.35254
- Fragments d'un manuscrit liturgique destiné à Pie IV (ancien A.III.7), dont deux miniatures (Adoration des bergers et crucifixion), vers 1559-1565, BL, Additional 21412, ff. 81-94[9], une autre miniature (Déposition de croix) au Rosenbach Museum, Philadelphie, 54.663 et une autre (Résurrection) à la Bibliothèque capitulaire de Tolède, Ms.39.1.
- Miniature de la résurrection, découpée d'un missel de Pie IV ou Pie V, Bibliothèque royale, Copenhague, kps. 3, Acc. 1959/108[10]
- Miniature découpée d'un missel (Pietà), vers 1545, National Gallery of Australia, Canberra, 76.1320AB[11],[12]
- Fragments provenant d'un missel de Pie V (anc. A.II.2), 1566-1572, Fitzwilliam Museum,  Cambridge Marlay Cuttings 30-2, Crucifixion, Musée Calouste-Gulbenkian,  Lisbonne, Ms.70 et Lamentation, Bibliothèque capitulaire de Tolède, Ms.39.2
- Miniature d'un missel pour Grégoire XIII (anc. A.II.16), la crucifixion, vers 1572-1575, Musée Condé, Chantilly, Divers VI.358[13] et décors de marges au Rosenbach Museum, 54.662
- Fragments d'un livre liturgique destiné à Grégoire XIII (anc. A.I.17), 3 miniatures : les quatre évangélistes, Morgan Library and Museum, M.270[14], crucifixion, Brooklyn Museum of Art II.499[15] et les 4 évangélistes, Art Institute of Chicago, 1982.438[16],[3]
- Miniature représentant saint Luc, Free Library of Philadelphia, Philadelphie, Lewis MS. M.27:7
- Miniature de la crucifixion, Galleria Estense, Modène, inv.8100 (attribution mise en doute par JJG Alexander)

### Dessins
- La Pietà au pied de la croix, ébauche de la miniature actuellement à la British Library (Add.21412), Royal Collection, Windsor, RCIN 906035[17]